# Apanteles cloelia
Apanteles cloelia är en stekelart som beskrevs av Nixon 1965. Apanteles cloelia ingår i släktet Apanteles och familjen bracksteklar. Inga underarter finns listade i Catalogue of Life.